# Влада Стевана Магазиновића

## Чланови владе
После Светоандрејске скупштине и повратка на власт кнеза Милоша Обреновића реконструисана је Влада 30.1/11.2. 1859. тако што су промењени сви министри осим председника Владе.
| Функција | Слика              | Име и презиме             | Детаљи                                             |
| --- | ------------------ | ------------------------- | -------------------------------------------------- |
| Привремени књажески представник и попечитељ инострани дела (Представник местозаступника књажевског и попечитељ инострани дела) |                    | Стеван Магазиновић        | до 30.1/11.2. 1859, у истом звању до 6/18.4. 1859. |
| Попечитељ внутрени дела |                    | Илија Гарашанин           | до 7/19.1.1859.                                    |
| Попечитељ внутрени дела |                    | Стојан Јовановић Лешјанин | привремено, до 30.1/11.2. 1859.                    |
| Попечитељ внутрени дела | Миливоје Јовановић |                           |                                                    |
| Попечитељ правосудија и просвештенија                                                                                          |                    | Димитрије Црнобарац       | до 30.1/11.2. 1859.                                |
| Попечитељ правосудија и просвештенија                                                                                          | Јевтимије Угричић  |                           |                                                    |
| Попечитељ финансија |                    | Јован Вељковић            | до 30.1/11.2. 1859.                                |
| Попечитељ финансија | Теодор Хербез      |                           |                                                    |